# Plattenbau

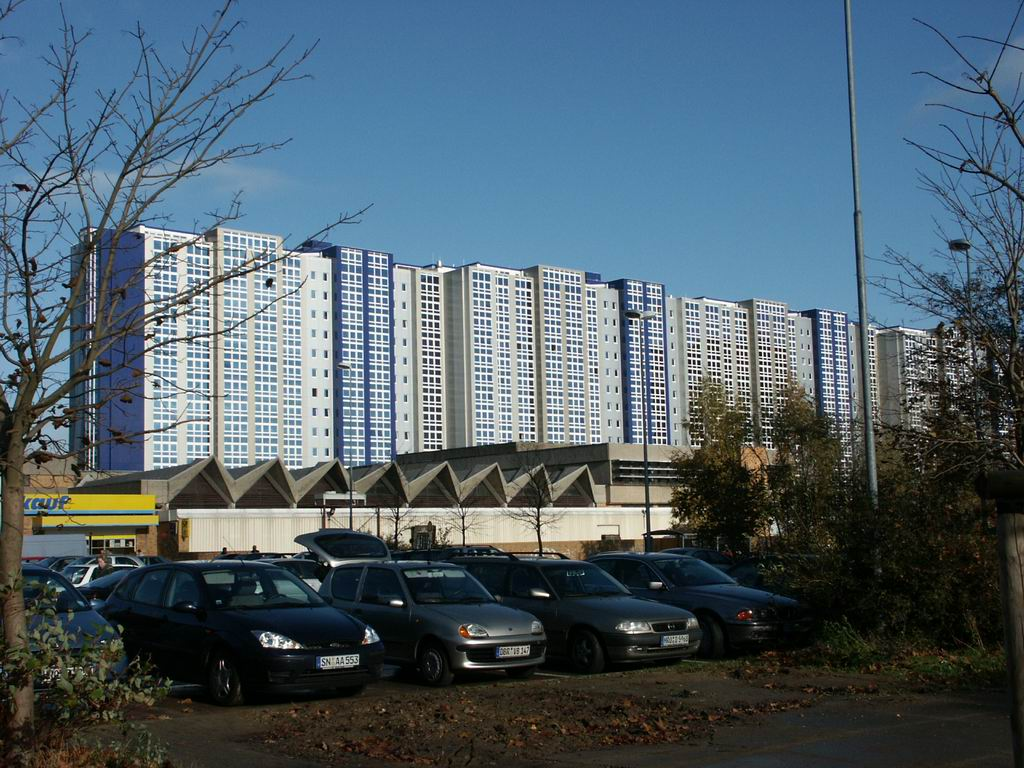
Un Plattenbau modernitzat a Rostock.

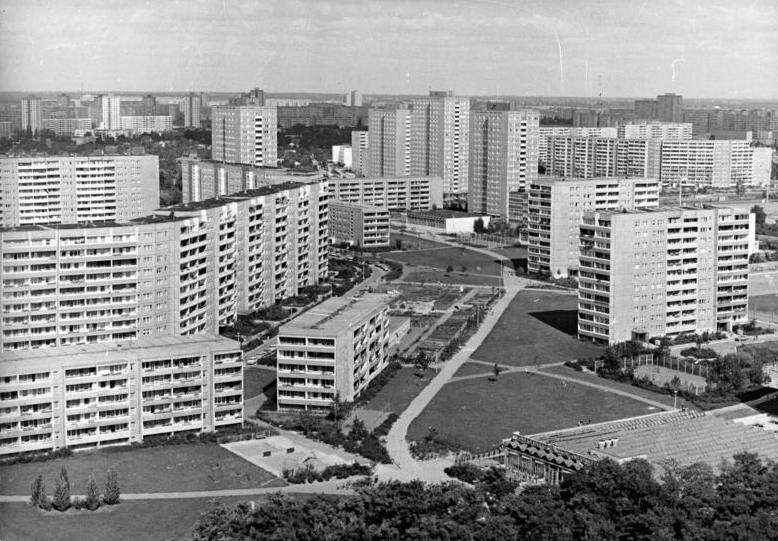
Berlin-Marzahn, el major Neubaugebiet d'Alemanya Oriental (1987).

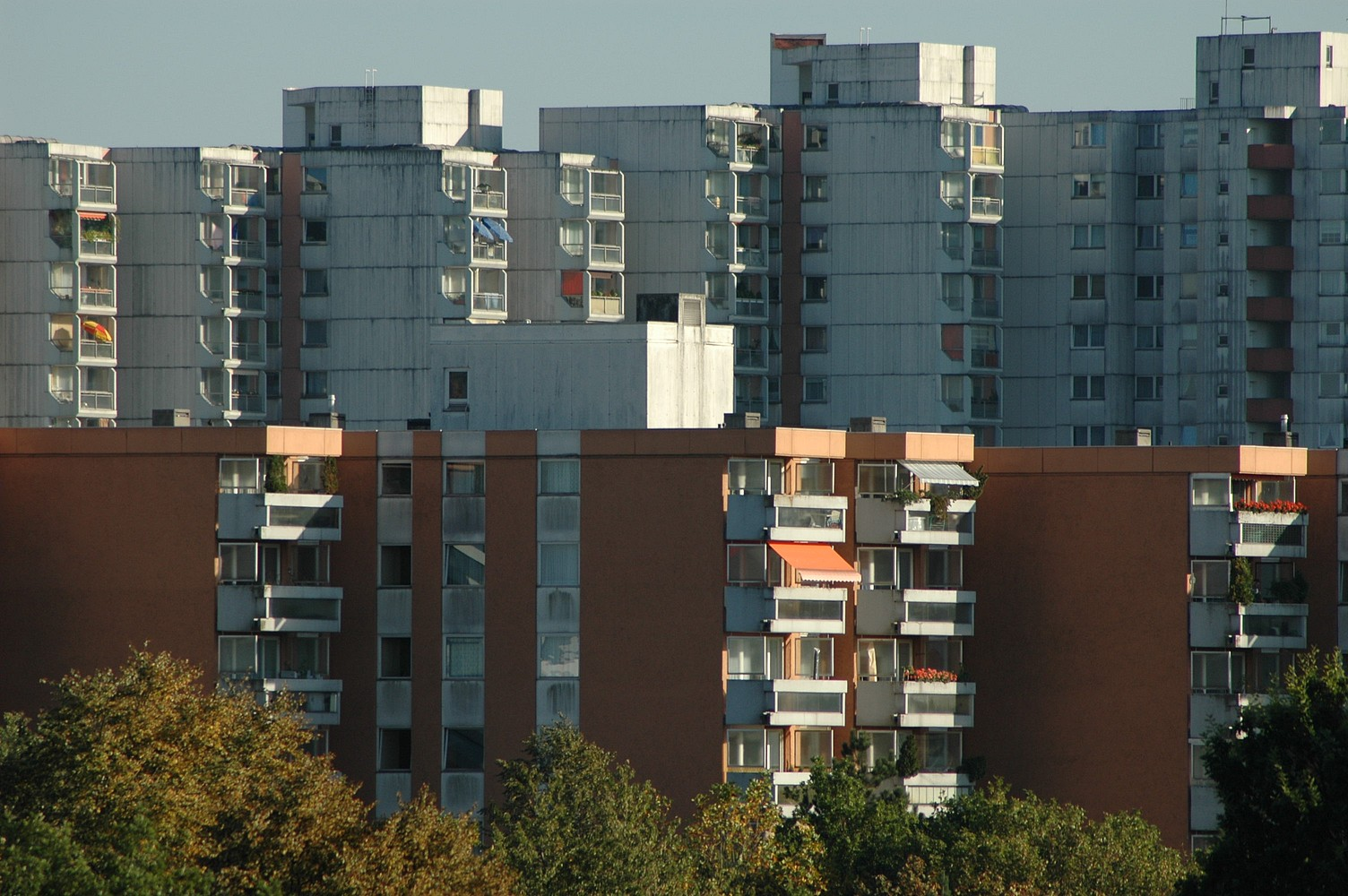
Un Plattenbau a Múnic-Neuperlach, Alemanya Occidental.

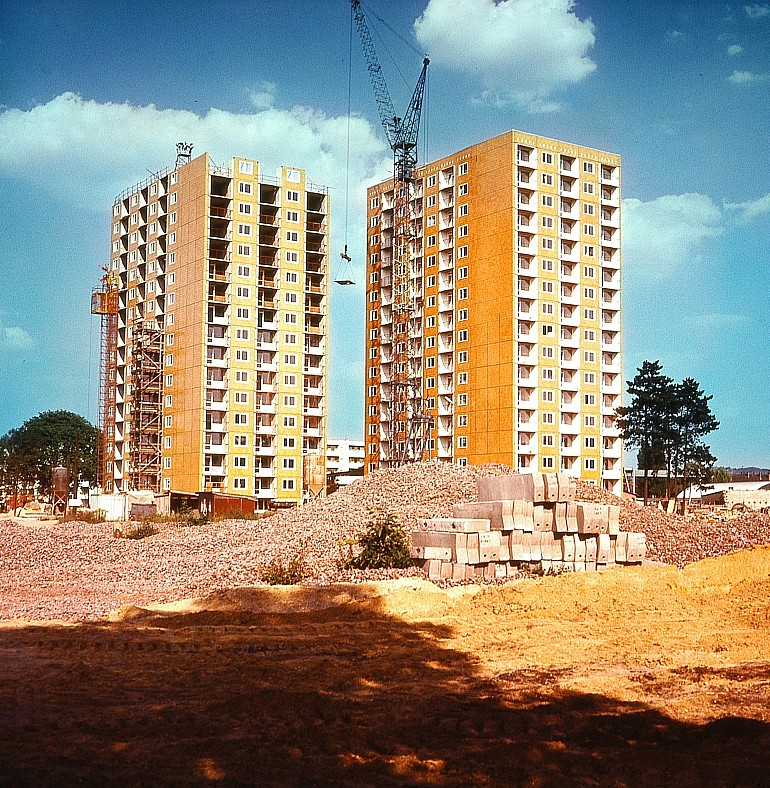
Construcció d'edificis prefabricats a Dresden (1972-1973).

Un Plattenbau (en plural Plattenbauten) és un edifici construït amb una estructura amb grans forjats prefabricats. És una paraula composta de l'alemany Platte (panell) i Bau (edifici).
Encara que els Plattenbauten es consideren sovint típics de Alemanya de l'Est, el mètode de construcció prefabricat fou utilitzat àmpliament a Alemanya Occidental i altres llocs, especialment en edificis d'habitatges públics. Aquest mètode de construcció també és conegut per la seua denominació en anglés, large-panell system building (sistema de construcció amb grans panells) o LPS.

## Història
Els Països Baixos van ser pioners en la construcció d'edificis prefabricats després de la Segona Guerra Mundial, basant-se en sistemes de construcció desenvolupats als Estats Units. El primer Plattenbau d'Alemanya és el conegut com Splanemann-Siedlung, fou emplaçat al districte de Lichtenberg de Berlín, construït entre 1926 i 1930. Aquests edificis d'apartaments de dues i tres plantes es van construir amb forjats fabricats localment, inspirats en el Betondorp holandés, situat en Watergraafsmeer, un suburbi d'Amsterdam.
A l'Alemanya Oriental, les zones de Plattenbau es denominaren Neubaugebiet (“nova zona de desenvolupament”). Pràcticament tots els nous edificis residencials des dels anys seixanta es van construir en aquest estil, perquè era una manera ràpida i relativament barata de solucionar la severa escassetat d'habitatges del país, que va ser causada pels bombardejos de la guerra i la gran arribada de refugiats alemanys dels antics territoris de l'est.
Hi havia diversos dissenys comuns de Plattenbau. El més comú va ser el P2, seguit pel WBS 70, el WHH GT 18 i el Q3A. Els dissenys eren flexibles i es podien construir amb torres de diferents altures.
Hi ha hagut projectes de Plattenbauten de poques plantes, com la ciutat de Bernau, just al nord de Berlín. Aquesta ciutat tenia un centre històric amb molts edificis de fusta dins de les seues muralles. Molts d'aquests edificis van ser enderrocats als anys setanta i durant els vuitanta, i foren substituïts amb edificis de 2-4 plantes construïts amb panells de formigó prefabricats.
Perquè encaixara amb l'església medieval i la muralla quasi completa, els edificis tenien unitats xicotetes i eren més baixos com més lluny estaven de l'església i més prop de la muralla. Un projecte similar va ser el barri de Nikolaiviertel, al voltant de la històrica església de Sant Nicolau, al nucli antic de Berlín. En aquest cas, els edificis tenien un disseny més històric.
Els apartaments Plattenbau eren considerats molt desitjables a l'Alemanya Oriental. La principal alternativa eren habitatges abarrotats i deteriorats d'abans de la guerra, sovint amb danys encara visibles. Des de la reunificació el descens de la població, la renovació d'edificis antics i la construcció d'habitatges moderns ha provocat una alta desocupació en aquests edificis. Algunes estimacions situen el nombre d'unitats buides entorn del milió. Molts Plattenbauten es van construir en grans barris, sobretot als suburbis de ciutats (com Marzahn i Hellersdorf a Berlín i Trobe-Neustadt, respectivament).
Mentre molts apartaments Plattenbau s'han renovat a un alt nivell, alguns s'estan enderrocant, encara que la falta de fons ha fet que molts d'ells s'hagen deixat abandonats. A causa de la construcció modular, alguns són desmantellats i traslladats a una nova ubicació.